# Karl Golgowsky
Karl Golgowsky (auch Karl Golgowski, auch unter dem Pseudonym Bert Roda tätig; * 11. November 1910 in Hüsten; † 1994) war ein deutscher Schlagersänger, Komponist und Liedtexter.

## Leben
Golgowsky absolvierte ein Gesangsstudium im Stimmfach Bariton bei Adolf Erlenwein in Dortmund und bei Julius von Raatz-Brockmann in Berlin. Er arbeitete als Leiter verschiedener Männer-, Frauen- und Kinderchöre und als Musiklehrer.
Einen breiten Bekanntheitsgrad erlangte er als Schlagertexter, Schlagersänger, Leiter und Mitglied diverser Gesangsgruppen der 1950er Jahre.
Golgowsky bildete bereits in den 1930er Jahren zusammen mit Rudi Schuricke und Horst Rosenberg das Original Schuricke-Terzett. Gemeinsam mit Wyn Hoop trat er als Duo Die Fellows auf. Zu den weiteren Formationen gehören Rodgers-Gesangs-Duett, Die Wandergesellen und Die Rixdorfer Sänger.
Zwischen Ende der 1940er Jahre und Mitte der 1960er Jahre leitete er das Golgowsky-Quartett, das in wechselnden Formationen vor allem von Golgowsky selbst komponierte und getextete Schlager einspielte und damit auch in den deutschen Charts erfolgreich war. Das Quartett trat auch gemeinsam in Film- und Fernsehproduktionen wie Die große Starparade (1954) und Zum neuen Jahr – das neue Spiel (1956) auf. Zum Quartett gehörten unter anderem Rudi Stemmler, Herbert Klein, Curt Papenberg, Heinz Stenzel, Friedel Wende und Wyn Hoop.
Golgowsky komponierte und textete mehr als 400 Schlager wie „Käthe, du hast so gerade Nähte“, gemeinsam mit Friedel Wende, „Am 30. Mai ist der Weltuntergang“, „Hau ruck, schon wieder fallen alle Neune“ und „Schwarzwaldmarie“.